# Anatoli Perminov
Anatoli Perminov (în rusă Анатолий Николаевич Перминов; n. 16 iunie 1945, Q48947216⁠(d), RSFS Rusă, URSS) este un om de științe, inginer aerpspațial și mecanic. A fost director general al Agenției Spațiale Federale Ruse în 2004–2011.

## Carieră
Anatoli Perminov a absolvit în 1967 facultate militară cu diploma în inginerie mecanică, specializat în motoare de rachete. În 1976, a obținut o diplomă la Moscova de la Academia Militară. În 1991 a obținut din nou o diplomă la Moscova de la Academia Militară, după care a fost numit în funcția de șef al Departamentului Rus de Apărare. Aici a organizat lansarea a sute de sateliți și rachete balistice intercontinentale. În august 1993 a fost șeful operațiunilor pentru armele antirachetă din Forțele Strategice antirachetă.
Din iulie 1991 până în august 1993, a fost șeful terenului de testare a cercetării de stat al Ministerului Apărării (acum Cosmodromul de testare de stat „Plesetsk”), sub conducerea sa, au fost efectuate peste o sută de lansări al navelor spațiale și lansări de antrenament de luptă ale rachetelor balistice intercontinentale.
Din august 1993 - șef al Direcției principale pentru operarea armelor antirachetă și a echipamentului militar al forțelor strategice antirachetă. Din noiembrie 1994 - prim-adjunct al șefului statului major al forțelor strategice al rachetelor. Din septembrie 1997 până în martie 2001 - șef al Statului Major General - prim-adjunct al comandantului-șef al forțelor strategice al rachetelor.
Din 28 martie 2001 până în martie 2004 - comandant al forțelor spațiale (o nouă ramură a armatei, separată de forțele strategice al rachetelor). El a fost apoi directorul Roskosmos din martie 2004 până în 2011.
Perminov este doctor în inginerie și a scris peste 70 de lucrări științifice și articole despre explorarea cosmosului. Este profesor la Institutul de Aviație din Moscova, unde prezidează departamentul Operațiunile vehiculelor de lansare și ale navelor spațiale.
La 29 aprilie 2011, Perminov a fost înlocuit cu Vladimir Popovkin în funcția de director al Roskosmos. Perminov, în vârstă de 65 de ani, depășea limita legală pentru oficialii de stat și primise unele critici după lansarea eșuată a GLONASS.

## Viața personală
Perminov este căsătorit. Soția lui este profesoară. Cuplul are un fiu.

## Premii
- Ordinul Drapelul Roșu al Muncii
- Ordinul de Merit pentru Patrie
- Ordinul Meritului Militar
- Ordin pentru Serviciul către Patrie în Forțele Armate ale URSS, clasa a III-a
- Inginer de onoare al Federației Ruse
- Ofițer al Legiunii de Onoare (Franța, 2010)